# BLS Am 843
De Am 843 is een dieselhydraulische locomotief locomotief van het type G 1700-2 BB van de BLS AG.

## Geschiedenis
De locomotieven werden door ontworpen uit het type G 1202 en DE 1002 en verder ontwikkeld door Vossloh, vroeger bekend als Maschinenbau Kiel (MaK).

## Constructie en techniek
De locomotief heeft een stalen frame. De dieselmotor een Caterpillar van het type 3512B DI-TA-SCAC met een gereduceerd vermogen van 1500 kW. De transmissie is een Voith van het type L 5r4 zseU2. Deze locomotieven kunnen tot vier stuks gecombineerd rijden. De stuurstand bevindt zich aan de linkerzijde.

### Inzet
De locomotieven worden door de BLS ingezet bij het vervoer van treinen bestemd voor het onderhoud aan de eigen spoorlijnen.
Deze locomotieven zijn voor gebruik op de traject Frutigen - Visp voorzien van ETCS Level-2.